# Dmitry Fuchs
Dmitry Borisovitch Fuchs (Дмитрий Борисович Фукс) né le 30 septembre 1939 à Kazan est un mathématicien russo-américain, spécialiste de la théorie des représentations des groupes de Lie de dimension infinie et de leur topologie.

## Éducation et carrière
Fuchs obtient en 1964 son doctorat sous la direction d'Albert S. Schwarz à l'Université d'État de Moscou où enseigne par la suite. Schwarz y dirige un séminaire sur la topologie algébrique avec Mikhail Postnikov et Vladimir Boltyanski. Fuchs a participé au séminaire et, en tant qu'étudiant, a publié des articles avec Schwarz, comme l'avait fait Askold Ivanovitch Vinogradov quelques années auparavant. Fuchs obtient son doctorat russe (diplôme de doctorat supérieur) en 1987 à l'Université d'État de Tbilissi. Depuis 1991, Fuchs est professeur (émérite) à l'Université de Californie à Davis.

## Recherche
Avec Israel Gelfand, Fuchs introduit en 1970 la cohomologie dite de Gelfand-Fuchs des algèbres de Lie,.
Cette cohomologie de Gelfand-Fuchs a des applications dans la preuve des identités de Macdonald en combinatoire et dans le calcul des classes caractéristiques de feuilletages. Avec Boris Feigin, il a déterminé la structure des modules de Verma dans la théorie des représentations de l'algèbre de Virasoro, qui a des applications en théorie des cordes et en théorie conforme des champs,
.
Parmi les étudiants de Fuchs figurent Boris Feigin (avec lequel il a publié une vingtaine d'articles), Fedor Malikov, Sergei Tabachnikov et Vladimir Rokhline, ainsi qu'Edward Frenkel pour qui Fuchs était le deuxième examinateur doctoral. Fuchs a également donné des cours à l'Université d'État russe du pétrole et du gaz I.-M.-Goubkine qui, à l'époque, admettait des étudiants interdits dans les universités d'État. Edward Frenkel, parmi d’autres, a subi l’antisémitisme soviétique de 1954 à 1970 et jusque dans les années 1980,.

## Distinctions
En 1978, Fuchs est conférencier invité  au Congrès international des mathématiciens à Helsinki  avec une conférence intitulée « New results on the characteristic classes of foliations »

## Publications (sélection)
- Fedor G. Malikov, Boris L. Feigin et Dmitry B. Fuchs, « Singular vectors in Verma modules over Kac-Moody algebras », Functional Analysis and Its Applications, vol. 20, no 2,‎ 1986, p. 103–113 (DOI 10.1007/BF01077264)

- Anatolij Timofeevič Fomenko, Dmitrij B. Fuks, Viktor L. Gutenmacher et V. L. Gutenmacher, Homotopic topology, Akad. Kiadó, 1986 (ISBN 978-963-05-3544-1)
- Anatolij Timofeevič Fomenko et Dmitrij B. Fuks, Homotopical Topology, Springer, coll. « Graduate Texts in Mathematics », 2016 (ISBN 978-3-319-23488-5)

- Dimitrii Borisovich Fuks et Aleksej Bronislavovič Sosinskij, Cohomology of infinite-dimensional Lie algebras, Consultants bureau, coll. « Contemporary soviet mathematics », 1986 (ISBN 978-0-306-10990-4)

- Dmitry Fuchs, « Singular vectors over the Virasoro Algebra and extended Verma Modules », dans Dmitry Fuchs (éditeur), Unconventional Lie Algebras, American Mathematical Society, coll. « Advances in Soviet Mathematics » (no 17), 1993 (ISBN 0-8218-4121-1), p. 65–74.

- Dmitrij B. Fuchs et Serge Tabachnikov, Mathematical omnibus: thirty lectures on classic mathematics, American Mathematical Society, 2011 (ISBN 978-0-8218-4316-1, présentation en ligne)

## Hommage
- Alexander Astashkevich, Serge Tabachnikov (éd.), Differential topology, infinite-dimensional lie algebras, and applications: D.B. Fuchs' 60th anniversary collection, American Mathematical Society, coll. « American Mathematical Society translations, Série 2, n° 194 », 1999 (ISBN 978-0-8218-2032-2, OCLC ocm42362205, présentation en ligne)